# Fitoremediació
La fitoremediació (del grec φυτο phyto, planta, i del llatí remedium remeiar) descriu el tractament dels problemes mediambientals (bioremediació) fent servir plantes, sense necessitat de fer excavacions per emportar-se els terrenys contaminats.
La fitoremediació consisteix a mitigar les concentracions de productes contaminants en els sòls, l'aigua o l'aire, amb, generalment, plantes vasculars però també algues i fongs, capaces d'incorporar, degradar o eliminar metalls, pesticides, solvents, explosius, petroli cru i els seus derivats, i altres possibles contaminants en el medi.

## Aplicació
S'ha aplicat la fitoremediació a la restauració d'explotacions mineres i també en la bioremediació de residus radioactius (a través d'espècies com els gira-sols, la col xinesa, els amarants o diverses microalgues).
La fitoremediació fa ús de la capacitat de certes plantes de bioacumular, degradar o fer inofensius contaminants dels sòls, aigua o aire, per exemple les plantes halòfites, com Atriplex patula, acumulen sals en els seus teixits.

## Tipus de fitoremediació
La fitoremidiació ens permet destoxificar tot tipus de substrats (sòlids, líquids o gasos) contaminats amb productes tant orgànics com inorgànics. Els principals medis per cadascun d'aquests casos són:
Sòlids: Camps agrícoles (d'herbicides, pesticides, metalls, seleni), zones industrials (components orgànics, metalls, arsènic), mines (metalls), zones de tractament de fusta (hidrocarburs aromàtics policíclics, PAHs) i àrees militars (TNT, metalls, components orgànics), entre d'altres.
Líquids: Aigües residuals (nutrients, metalls), drenatges agrícoles (nutrients, fertilitzants, metalls, arsènic, seleni, bor, pesticides orgànics, herbicides), afluents industrials (metall, seleni) i afluents de mineria (metalls).
Gasosos: Aire lliure o interior (òxid de nitrogen, diòxid de sofre, ozó, diòxid de carboni, gasos neurotòxics, partícules de sutge, hidrocarburs halogenats volàtils)
Llavors, segons el cas que es presenta hi ha diversos tipus de fitoremediació que es poden aplicar:
Fitoextracció: Acumulació del contaminant del sòl en la planta, sobretot en les zones foliars d'aquesta. Generalment s'usa per metalls.
Fitovolatilització: Alliberament en la superfície foliar dels contaminants en forma de gas, mitjançant la transpiració.
Fitoestabilització: Immobilització del contaminant en la rizosfera. Les plantes tolerants a metalls habitualment són emprades per reduir la mobilitat d'aquests i evitar el pas de les capes subterrànies a l'aire.
Fitoestimulació: Estimulació de la presència de microorganismes (bacteris i fongs) a zones pròximes a la planta capaços d'eliminar el contaminant en qüestió. Permet remeiar contaminants orgànics hidrofòbics que no poden ser incorporats directament per la planta.
Fitodegradació: Degradació del contaminant en la zona de l'arrel mitjançant una acció conjunta entre la planta i els microorganismes, tornant subproductes no tòxics o menys tòxics.
Rizofiltració: Absorció en les arrels dels contaminants dissolts en l'aigua, concretament metalls pesants.

## Avantatges i limitacions
La fitoremediació presenta diversos avantatges i inconvenients.
- Avantatges:
  - Cost més baix que els procediments tradicionals.
  - Les plantes es poden monitorar fàcilment.
  - Possibilitat de recuperar els materials valuosos.
  - Potencialment és el mètode menys damnós.

- Limitacions:
  - La fitoremediació està limitada a la superfície i fondària ocupada per les arrels.
  - La biomassa de les plantes utilitzades creix lentament en comparació amb mètodes físics i químics.
  - Utilitzant plantes no és possible prevenir completament la lixiviació a l'aigua subterrània.
  - La supervivència de les plantes està afectada per la toxicitat que es presenti i per les condicions climatològiques i del propi terreny.
  - Per evitar que els contaminants bioacumulats passin a la cadena tròfica cal prendre precaucions.